# Eleşkirt
Eleşkirt (antigament Alashgird o Alashkert), és una ciutat i districte de la província d'Agri a Turquia. El seu nom armeni és Ալաշկերտ i antigament for coneguda com a Vaghashkert (armeni: Վաղաշկերտ). El seu nom en kurd és Zêdikan.
És famosa per la gran batalla d'Alashgird del 1421 lliurada a la plana al costat de la ciutat. A la mort del sobirà qara qoyunlu Kara Yusuf (13 de novembre de 1420) les tribus sotmeses a aquestos es van reagrupar a l'entorn del seu fill Iskandar que va obtenir una primera victòria a Mardin sobre els aq qoyunlu (març/abril de 1421). L'exèrcit timúrida en aquell moment estava acampat a l'Araxes, i va començar a tenir por; els qara qoyunlu llavors van aixecar forces importants (entre 30.000 i 40000 homes) per enfrontar a l'exèrcit timúrida a la plana d'Alashgird, entre Erzurum i Agri; per fer front a la utilització dels elefants pels timúrides, Iskandar va entrenar als seus cavalls a la lluita contra elefants fets d'argila. Shah Rukh volia evitar la batalla i retornar a l'Azerbaidjan, però sota pressió de l'aq qoyunlu Kara Yülük Uthman i altres emirs locals, va haver de marxar contra Iskandar; la batalla d'Alashgird va durar tres dies (del 30 de juliol a l'1 d'agost de 1421) i encara que Shah Rukh va triomfar per la superioritat en homes i material, els qara qoyunlu van lluitar amb dignitat.